# Lijst van voetbalinterlands Ethiopië - Rwanda
Deze lijst van voetbalinterlands is een overzicht van alle officiële voetbalwedstrijden tussen de nationale teams van Ethiopië en Rwanda. De landen speelden tot op heden achttien keer tegen elkaar. De eerste ontmoeting, een kwalificatiewedstrijd voor de Afrika Cup 1982, werd gespeeld op 26 april 1981 in Addis Abeba. Het laatste duel, een vriendschappelijke wedstrijd, vond plaats in Adama op 19 maart 2023.

## Wedstrijden
| №  | Plaats        | Datum             | Competitie                                        | Wedstrijd         | Uitslag |
| -- | ------------- | ----------------- | ------------------------------------------------- | ----------------- | ------- |
| 1  | Addis Abeba   | 26 april 1981     | Afrika Cup 1982 kwalificatie                      | Ethiopië – Rwanda | 1 – 0   |
| 2  | Kigali        | 10 mei 1981       | Afrika Cup 1982 kwalificatie                      | Rwanda – Ethiopië | 1 – 0   |
| 3  | Kampala       | 2 december 2000   | CECAFA Cup 2000                                   | Ethiopië – Rwanda | 1 – 1   |
| 4  | Kigali        | 20 december 2001  | CECAFA Cup 2001                                   | Rwanda − Ethiopië | 0 − 1   |
| 5  | Arusha        | 9 december 2002   | CECAFA Cup 2002                                   | Ethiopië − Rwanda | 0 − 1   |
| 6  | Addis Abeba   | 15 december 2004  | CECAFA Cup 2004                                   | Ethiopië − Rwanda | 0 − 0   |
| 7  | Kigali        | 10 december 2005  | CECAFA Cup 2005                                   | Rwanda − Ethiopië | 0 − 1   |
| 8  | Addis Abeba   | 8 juni 2008       | WK 2010 kwalificatie                              | Ethiopië − Rwanda | 1 − 2   |
| 9  | Addis Abeba   | 14 juli 2013      | African Championship of Nations 2014 kwalificatie | Ethiopië − Rwanda | 1 − 0   |
| 10 | Kigali        | 27 juli 2013      | African Championship of Nations 2014 kwalificatie | Rwanda − Ethiopië | 1 − 0   |
| 11 | Kigali        | 28 augustus 2015  | Vriendschappelijk                                 | Rwanda − Ethiopië | 3 − 1   |
| 12 | Addis Abeba   | 5 november 2017   | African Championship of Nations 2018 kwalificatie | Ethiopië − Rwanda | 2 − 3   |
| 13 | Kigali        | 12 november 2017  | African Championship of Nations 2018 kwalificatie | Rwanda − Ethiopië | 0 − 0   |
| 14 | Mek'ele       | 22 september 2019 | African Championship of Nations 2020 kwalificatie | Ethiopië − Rwanda | 0 − 1   |
| 15 | Kigali        | 19 oktober 2019   | African Championship of Nations 2020 kwalificatie | Rwanda − Ethiopië | 1 − 1   |
| 16 | Dar es Salaam | 26 augustus 2022  | African Championship of Nations 2022 kwalificatie | Ethiopië − Rwanda | 0 − 0   |
| 17 | Butare        | 3 september 2022  | African Championship of Nations 2022 kwalificatie | Rwanda − Ethiopië | 0 − 1   |
| 18 | Adama         | 19 maart 2023     | Vriendschappelijk                                 | Ethiopië − Rwanda | 1 − 0   |

## Samenvatting
| Competitie                                   | Totaal gespeeld | Winst Ethiopië | Gelijk | Winst Rwanda | Doelsaldo Ethiopië – Rwanda |
| -------------------------------------------- | --------------- | -------------- | ------ | ------------ | --------------------------- |
| WK-kwalificatie                              | 1               | 0              | 0      | 1            | 1 − 2                       |
| Afrika Cup-kwalificatie                      | 2               | 1              | 0      | 1            | 1 − 1                       |
| African Championship of Nations-kwalificatie | 8               | 2              | 3      | 3            | 5 − 6                       |
| CECAFA Cup                                   | 5               | 2              | 2      | 1            | 3 − 2                       |
| Vriendschappelijk                            | 2               | 1              | 0      | 1            | 2 − 3                       |
| Totaal                                       | 18              | 6              | 5      | 7            | 12 − 14                     |

Wedstrijden bepaald door strafschoppen worden, in lijn met de FIFA, als een gelijkspel gerekend.
EFF · 
A-internationals · 
Ethiopisch vrouwenelftal · Olympisch elftal
1940 – 1949 · 
1950 – 1959 · 
1960 – 1969 · 
1970 – 1979 · 
1980 – 1989 · 
1990 – 1999 · 
2000 – 2009 · 
2010 – 2019 ·
2020 − 2029
Algerije ·
Angola ·
Benin ·
Botswana ·
Burkina Faso ·
Burundi ·
Centraal-Afrikaanse Republiek ·
Comoren ·
Congo-Brazzaville ·
Congo-Kinshasa ·
Djibouti ·
Egypte ·
Ghana ·
Griekenland ·
Guinee ·
Guinee-Bissau ·
Guyana ·
Israël ·
Ivoorkust ·
Jemen ·
Joegoslavië ·
Kaapverdië ·
Kameroen ·
Kenia ·
Lesotho ·
Liberia ·
Libië ·
Madagaskar ·
Malawi ·
Mali ·
Marokko ·
Mauritanië ·
Mauritius ·
Mozambique ·
Namibië ·
Niger ·
Nigeria ·
Oeganda ·
Rwanda ·
Sao Tomé en Principe ·
Senegal ·
Seychellen ·
Sierra Leone ·
Soedan ·
Somalië ·
Tanzania ·
Togo ·
Tsjaad ·
Tunesië ·
Turkije ·
Zambia ·
Zimbabwe ·
Zuid-Afrika ·
Zuid-Jemen ·
Zuid-Soedan
FERWAFA · Rwandees vrouwenelftal
1976 – 1989 · 
1990 – 1999 · 
2000 – 2009 · 
2010 – 2019 ·
2020 − 2029
Algerije ·
Angola ·
Benin ·
Botswana ·
Burundi ·
Centraal-Afrikaanse Republiek ·
Congo-Brazzaville ·
Congo-Kinshasa ·
Djibouti ·
Egypte ·
Equatoriaal-Guinea ·
Eritrea ·
Ethiopië ·
Gabon ·
Ghana ·
Guinee ·
Ivoorkust ·
Kaapverdië ·
Kameroen ·
Kenia ·
Lesotho ·
Liberia ·
Libië ·
Madagaskar ·
Malawi ·
Mali ·
Marokko ·
Mauritanië ·
Mauritius ·
Mozambique ·
Namibië ·
Nigeria ·
Oeganda ·
Senegal ·
Seychellen ·
Soedan ·
Somalië ·
Tanzania ·
Togo ·
Tunesië ·
Zambia ·
Zimbabwe ·
Zuid-Afrika ·
Zuid-Soedan